# Don Williams
Don Williams (Floydada, 27 maggio 1939 – Mobile, 8 settembre 2017) è stato un cantautore statunitense.
Cresciuto a Portland, in Texas, si diplomò nel 1958 alla Gregory-Portland High School. Dopo aver suonato per sette anni con il gruppo folk-pop Pozo-Seco Singers, ha iniziato la sua carriera solista nel 1971, cantando ballate popolari e diventando per 17 volte primo in classifica.
La sua voce semplice da basso-baritono con toni morbidi, ma imponente, gli valse il soprannome di "The Gentle Giant" della musica country.

## Gli inizi
Iniziò a suonare la chitarra da adolescente, imparando da sua madre. Da ragazzo suonava country, rock n 'roll e folk. La sua prima band formata con Lofton Kline si chiamava The Strangers Due, e nel 1964 fu contattato da Susan Taylor con la quale forma un trio chiamato Pozo-Seco Singers, un gruppo folk-pop. La band registrò una canzone intitolata, "Time" su un'etichetta locale chiamata Records Edmark che divenne un successo regionale nel Texas. Columbia Records, li arruolò e con essa sfornarono tre album entrati nella Top 50. Il gruppo si sciolse nel 1971, quando Williams intraprese la carriera solista.

## La carriera da solista
Williams iniziò come cantautore per la Jack Music Inc, e successivamente firmò con la JMI Records. La sua canzone del 1974, "We Should Be Together", raggiunse la posizione numero cinque, e questo gli valse un contratto con la ABC/Dot Records. Il suo primo singolo con la ABC/Dot, "I Wouldn't Want to Live If You Didn't Love Me", divenne una hit numero uno, e fu il primo di una serie di dieci successi tra il 1974 e il 1991. Solo quattro dei suoi 46 singoli non entrarono tra i primi dieci.
All'inizio del 2006, Williams annunciò il suo "Farewell Tour of the World" e ha svolto varie date, sia negli Stati Uniti e all'estero, avvolgendo il tour con il "Final Farewell Concert" a Memphis, Tennessee, presso il Cannon Center for Performing Arts, il 21 novembre 2006. Suonò in una sala pienissima e l'evento finale fu molto emozionante per i fan presenti. Nel 2010 ritornò ad esibirsi dal vivo ufficialmente.
Don era sposato con Joy Bucher dal 10 aprile 1960 e aveva due figli, Gary e Tim. È morto l'8 settembre 2017 a causa di un enfisema.

## Riconoscimenti
Nel 1978, Don Williams fu nominato dalla Country Music Association "Voce dell'Anno" e la sua canzone "Tulsa Time" fu nominata come "Singolo dell'anno". I suoi successi furono reinterpretati da artisti come Johnny Cash, Eric Clapton, Lefty Frizzell, Josh Turner, Sonny James, Alison Krauss, Billy Dean, Charley Pride, Kenny Rogers, Lambchop, Alan Jackson, Waylon Jennings, Pete Townshend e Tortoise con Bonnie "Prince" Billy. La sua musica era popolare anche a livello internazionale, in Gran Bretagna, Australia, India e Nigeria. Il 23 febbraio 2010, la Country Music Association annunciò l'entrata del cantante nella Country Music Hall of Fame.